# Lithocarpus bancanus
Lithocarpus bancanus är en bokväxtart som först beskrevs av Rudolph Herman Scheffer, och fick sitt nu gällande namn av Alfred Rehder. Lithocarpus bancanus ingår i släktet Lithocarpus och familjen bokväxter. Inga underarter finns listade.